# Santi Sergio et Bacco al Foro Romano
Santi Sergio e Bacco al Foro Romano (français : Saints Sergius et Bacchus au Forum romain ) également appelé Santi Sergio e Bacco sub Capitolio ( Saints Serge et Bacchus sous le Capitole ) était une ancienne église titulaire à Rome, disparue. Située dans les ruines du Forum romain, elle avait été l'une des anciennes diaconies de la ville et une église collectrice pendant l'un des stations du Carême. Elle a été démolie au XVIe siècle.

## Dédicace et emplacement
L'église était dédiée aux martyrs syriens du IVe siècle Sergius et Bacchus et était l'une des quatre églises de Rome répertoriées par le Liber Pontificalis du IXe siècle . Le seul qui survit est Santi Sergio e Bacco in Callinico. Ses épithètes, répertoriées par Christian Hülsen, étaient sous Capitolio ou rétro Capitolium, qui font toutes deux référence à sa position dans le Forum, qui est « sous » ou « derrière » la colline du Capitole.
L'église a été construite contre l'Arc de Septime Sévère. Mariano Armellini note que l'église comportait un petit campanile mais Rodolfo Lanciani soutient que cette tour n'était pas reliée à l'église, ayant été démolie en 1636, bien plus tard que l'église. Il appuie son avis par un rapport du conseil municipal de Rome qui s'est approprié les matériaux de la tour pour l'église de Santa Martina. Lanciani souligne en outre que Santi Sergio e Bacco était la seule église du Forum romain qui « n'occupait pas le site d'un ancien bâtiment, mais se tenait sur son propre terrain ».
Avant sa destruction, l'église servait d' ecclesia collecta pour le mardi de la troisième semaine de carême, ce qui signifie qu'elle était le point de rencontre de la procession papale qui se déplaçait ensuite vers la station du jour, Santa Pudenziana.

## Histoire

### Fondation et agrandissement

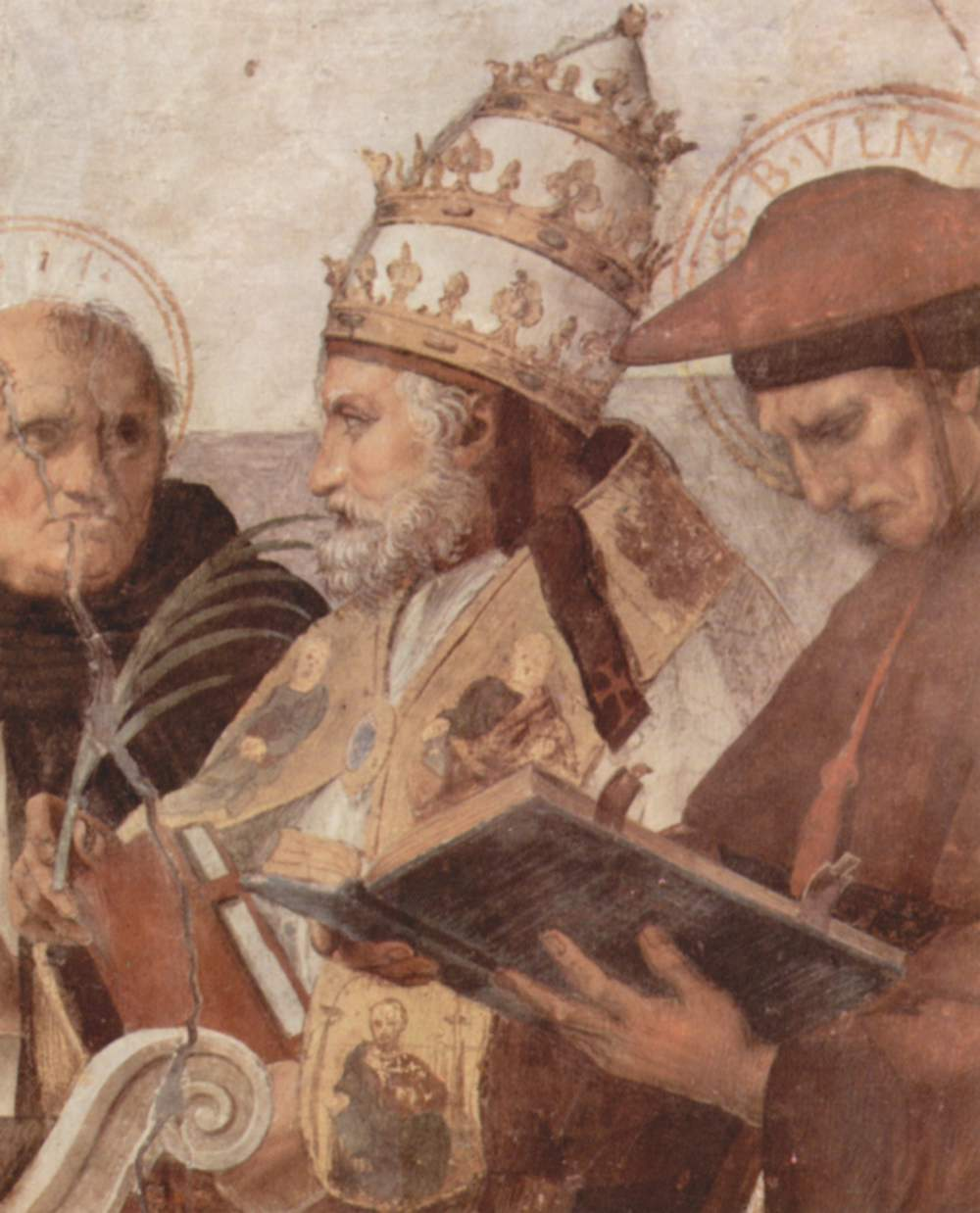
Le pape Innocent III a servi comme cardinal diacre de l'église avant son élection comme pape en 1198, dotant l'église de dons et effectuant des rénovations avant et pendant son pontificat.

L'église est l'une des anciennes diaconies de la ville, créées pour distribuer l'aumône et la nourriture aux pauvres. L'un des libri pontificales rapporte que le pape Grégoire III (731-741) avait réalisé au début des années 700 un agrandissement majeur de l'église, qui n'était jusque-là qu'un petit oratoire,,.
L'édifice était  apparemment déjà en mauvais état lors du pontificat du pape Adrien Ier (772-795), qui le reconstruisit, Un pèlerin anonyme d'Einsiedeln, écrivant au même siècle, l'appelle S. Sergii, ibi umbilicum ([l'église] de Saint Serge, près de l' ombilic ) qui apparaît  dans une bulle de 1199 du pape Innocent III, qui définit ses droits et privilèges et répertorie les églises de San Salvatore de statera et San Lorenzo sub Capitolio comme dépendants. (En 1190, Innocent, en tant que Lotario di Segni, hérite de l'église en tant que  diacre cardinal et lui fait don d'un sanctuaire de basilique, d'un calice en argent et de vêtements d'autel. ) Innocent III fait également ériger sur l'église une façade constituée d'un porche soutenu par de nombreuses colonnes,, et l'inscription suivante :
| Latin | Français |
| --- | --- |
| PENE RVI, QVASI NVLLA FVI, SED ME RELEVAVIT LOTHARIVS [...] PRIVS POSTQVAM RENOVAVIT. DEQVE MEO PREMIO SVMPTVS PATER VRBIS ET ORBIS. HOC TAMEN EX PROPRIO FECIT MIHI SIC RENOVOR BIS | j'étais presque ruiné; J'étais presque nul avant, mais Lothaire m'a relevé [...] après m'avoir renouvelé. Et puis le Père de la Cité et du Monde m'a pris comme prix. Pourtant, de ses propres [ressources], il m'a fait; Je suis donc renouvelé une fois de plus. |

L'édifice s'est enrichi des dons de Léon III (795–816) et de Grégoire IV (827–844).

### Destruction
Les archives de l'église réapparaissent avec le Liber Anniversariorum Sancti Salvatoris ad Sancta Sanctorum de 1461 et un catalogue des églises romaines en 1492. Il n'a cependant pas duré plus d'un siècle.
Alors que Lanciani et Armellini rapportent la croyance populaire selon laquelle l'église a été démolie sur ordre du pape Paul III afin de permettre la marche triomphale de l'empereur Charles Quint à travers l'arc de Septime Sévère en 1536,, Hülsen conteste cette histoire. Pour étayer son argument, Hülsen fait référence au dossier de Michele Lonigo, qui a écrit que l'église, « réduite à de maigres termes, a été détruite après de nombreuses années, et les reliques des saints Felicissimus et Agapitus et le corps de saint Vincent qui s'y trouvaient, ont été placées dans l'église voisine de la Consolazione »,. Le transfert de ces reliques a eu lieu en 1562, Ascanio Cesarini supervisant le processus par nomination du pape Pie IV Une inscription a été placée derrière l'autel de Santa Maria della Consolazione pour le commémorer, mais cela semble avoir été perdu. Le transfert des reliques ayant eu lieu trente ans après la visite de Charles Quint, pour cette raison Hulsen conclut que l'église n'a pas pu être démolie.
Quelle que soit la raison de sa destruction, l'église a certainement disparu à la fin du XVIe siècle, lorsque ses revenus ont été transférés dans une prébende pour un canonicat simple de quatre-vingts écus dans la chapelle des Saints Serge et Bacchus dans l'église voisine de Sant'Adriano al Foro qui désacralisée et dépouillé, reste visible sous le nom de Curie Julia. La preuve en est un catalogue datant du pontificat du pape Pie V (1566-1572), qui stipule : Sti Sergio et Baccho sotto Campidoglio ; ruinato (Saints Serge et Bacchus sous le Capitole : ruiné). Les vestiges de son abside existaient en 1812, date à laquelle ils ont finalement été enlevés lors des fouilles du temple voisin de Vespasien,
Le titre de Cardinal Titular Church of Santi Sergio e Bacco a été supprimé en 1587.